# اورابان
اورابان (به لاتین: Oraban، تا ۵ اکتبر ۱۹۹۹ اوراوان) یک منطقه مسکونی در جمهوری آذربایجان است که در شهرستان شکی واقع شده‌است. اورابان ۱۰۳۳ نفر جمعیت دارد.

## ریشه واژه
اورا در زبان فارسی به‌معنی قلعه و وان به‌معنی زمین است و اوراوان یعنی مکانی که قلعه در آن قرار دارد.